# کشتی فو پو
کشتی فو پو (به انگلیسی: Chinese ship Fu Po) یک کشتی است. این کشتی در سال ۱۸۷۰ ساخته شد.